# O van der Pahlen
O van der Pahlen var en porträttmålare. 
Det är osäkert om van der Pahlen besökte Sverige eller målade porträtten som kopior av andra konstnärers arbete. Man vet att han på 1710-talet målade minst åtta svenska porträtt av medlemmar från släkten Wachtmeister af Björkö, dessa åtta porträtt finns noterade i Svenska porträttarkivs katalog. Fem av porträtten finns på Wambåsa i Blekinge och är kopior av bland annat Johann Heinrich Wedekinds porträttmålningar.   